# Карел Поборський
Карел Поборський (чеськ. Karel Poborský, * 30 березня 1972, Їндржихув-Градець, Чехословаччина) — чеський футболіст, півзахисник. По завершенні ігрової кар'єри — спортивний функціонер.
Як гравець насамперед відомий виступами за низку чеських клубів, португальську «Бенфіку», а також національну збірну Чехії.
Чемпіон Англії.

## Клубна кар'єра
Вихованець юнацьких команд футбольних клубів «Требон», «Їскра Требон» та «Динамо» (Чеські Будейовиці).
У дорослому футболі дебютував 1991 року виступами за команду клубу «Динамо» (Чеські Будейовиці), в якій провів три сезони, взявши участь у 82 матчах чемпіонату.
Згодом з 1994 по 1997 рік грав у складі команд клубів «Вікторія» (Жижков), «Славія» та «Манчестер Юнайтед». Протягом цих років виборов титул чемпіона Англії.
Своєю грою за останню команду привернув увагу представників тренерського штабу клубу «Бенфіка», до складу якого приєднався 1998 року. Відіграв за лісабонський клуб наступні три сезони своєї ігрової кар'єри. Більшість часу, проведеного у складі «Бенфіки», був основним гравцем команди.
Протягом 2001—2005 років захищав кольори клубів «Лаціо» та «Спарта» (Прага).
Завершив професійну ігрову кар'єру у нижчоліговому клубі «Динамо» (Чеські Будейовиці), у складі якого вже виступав раніше. Прийшов до команди 2005 року, захищав її кольори до припинення виступів на професійному рівні у 2007.

## Виступи за збірну
1994 року дебютував в офіційних матчах у складі національної збірної Чехії. Протягом кар'єри у національній команді, яка тривала 13 років, провів у формі головної команди країни 118 матчів, забивши 8 голів.
У складі збірної був учасником чемпіонату Європи 1996 року в Англії, де разом з командою здобув «срібло», чемпіонату Європи 2000 року у Бельгії та Нідерландах, чемпіонату Європи 2004 року у Португалії, а також чемпіонату світу 2006 року у Німеччині.

## Титули і досягнення

### Командні
- Прем'єр-ліга (1): 1996-97
- Володар Суперкубка Англії з футболу (2): 1996, 1997
- Чемпіонат Чехії з футболу (3): 1995-96, 2002-03, 2004-05
- Чемпіонат Чехії з футболу друге місце : 2003-04
- Кубок Чехії з футболу (1): 2003-04
- Серія А 3-тє місце: 2000-01
- Друга чеська футбольна ліга друге місце: 2005-06

#### Міжнародні
- Віце-чемпіон Європи: 1996
- Кубок конфедерацій 1997 3-тє місце
- Лідер усіх часів збірної Чехії з футболу (118 матчів)

#### Особисті
- Футболіст року у Чехії (1) (разом з Патріком Берґером): 1996
- Найкраща команда УЄФА (1): Євро 1996
- Золотий м'яч 10-те місце у 1996[3]
- Чемпіонат Чехії з футболу Найкращі 11 сезону (4): 1995-96, 2002-03, 2003-04, 2004-05
- Футболіст року за версією Чеської футбольної ліги (3): 2003, 2004, 2005;
- Входить до команди всіх зірок «Спарти» за 1980—2010;
- 4-е місце серед найкращих футболістів десятиліття (2000—2010) за рейтингом читачів чеського журналу Lidové noviny[4];
- 6-е місце серед найкращих футболістів десятиліття (1993—2003) за рейтингом читачів чеського журналу Mladá fronta DNES[5].

## Статистика
| Збірна Чехії | Збірна Чехії | Збірна Чехії |
| Роки         | Ігри         | Голи         |
| ------------ | ------------ | ------------ |
| 1994         | 6            | 0            |
| 1995         | 5            | 0            |
| 1996         | 12           | 1            |
| 1997         | 9            | 0            |
| 1998         | 8            | 0            |
| 1999         | 11           | 1            |
| 2000         | 10           | 2            |
| 2001         | 11           | 0            |
| 2002         | 10           | 1            |
| 2003         | 8            | 2            |
| 2004         | 11           | 0            |
| 2005         | 10           | 0            |
| 2006         | 7            | 3            |
| Загалом      | 118          | 8            |